# Oxy.gen
Oxy.gen – powstała w 1998 roku w Trójmieście grupa muzyczna, łącząca w swoich utworach elementy nowoczesnej elektroniki, rocka, hip-hopu i funky.

## Historia
Zespół został założony w 1998 w Trójmieście przez Pawła Herbascha i Jarka Śmigiela, którzy grali wcześniej w Illusion oraz Wojtka Wysockiego i Rafała Rachowskiego. Debiutancki album zatytułowany Toxygen ukazał się 21 października 2002 roku nakładem wytwórni Warner Music Poland. Album zebrał pozytywne recenzje. Zespół zagrał wiele koncertów, m.in. supporty przed polskimi koncertami znanych wykonawców muzyki elektronicznej, jak Morcheeba czy Télépopmusik. Zespół otrzymał nominację do Fryderyka 2002 za Toxygen w kategorii Album Roku - Muzyka Alternatywna. W 2003 roku do zespołu dołączył Artur Czaiński. Jarosław Śmigiel opuścił grupę w 2005.
Po kilkuletniej przerwie zespół wydał drugi album, zatytułowany Dziewczyny. 30 czerwca 2008 został udostępniony w Internecie do bezpłatnego pobrania ze strony zespołu. W 2010 roku zespół wystąpił podczas trasy koncertowej "Męskie Granie" organizowanej przez Program Trzeci Polskiego Radia.

## Dyskografia
| Tytuł      | Dane dot. albumu                                            |
| ---------- | ----------------------------------------------------------- |
| Toxygen    | - Data: 21 października 2002 - Wydawca: Warner Music Poland |
| Dziewczyny | - Data: 30 czerwca 2008 - Wydawca: brak (digital download)  |

| Tytuł      | Rok  | Pozycja na liście | Album   |
| Tytuł      | Rok  | LP3               | Album   |
| ---------- | ---- | ----------------- | ------- |
| Billy Jean | 2002 | 16                | Toxygen |
| Czemu gdy  | 2002 | 21                | Toxygen |